# Édouard Schuré
Eduard (Édouard) Schuré (21 de janeiro de 1841, Estrasburgo – 7 de abril de 1929,Paris) foi um filósofo, poeta, dramaturgo, romancista, crítico de música, publicista de literatura esotérica francês.

## Biografia
Schuré era filho de um médico da cidade alsaciana de Estrasburgo, que morreu quando ele tinha 14 anos. Schuré dominava o francês e o alemão, além de ter sido influenciado pela cultura alemã e francesa durante seus anos de formação. Ele recebeu seu diploma de Direito da Universidade de Estrasburgo, mas nunca praticou a profissão em que se graduou. Schuré afirmou que as três pessoas mais significativas dentre seus amigos foram Richard Wagner,  Marguerita Albana Mignaty e Rudolf Steiner.
O interesse e os estudos de Schuré o levaram a possuir um conhecimento profundo da literatura alemã. O descobrimento do "drama musical" Tristão e Isolda de Wagner o impressionaram tanto que procurou —e conseguiu— ser um amigo pessoal de Richard Wagner.
Na França, ele publicou sua primeira obra —Histoire du Lied— uma história da música folclórica alemã que lhe conferiu algum reconhecimento no país para sua família. Com a publicação do ensaio "Richard Wagner et le Drame Musical", ele se transformou em um grande especialista francês das obras de Wagner e defensor do seu tempo.
Quando a Guerra Franco-Prussiana de 1870-71 envenenou, para muitos franceses, as produções artísticas alemãs, pareceu que Schuré não esteve imune a esta influência. Seu nacionalismo está refletido em seus comentários sobre esta época —e mais tarde em sua vida— em uma comparação de um o Celtismo glorificado (France) e um "Teutonismo" visto negativamente (Alemanha).
Durante uma viagem para a Itália em sua época, ele conheceu uma jovem grega 20 anos mais jovem, Marguerita Albana Mignaty, que ele descreveu posteriormente como sua "musa", embora ele próprio fosse casado.
Após a diminuição daquela maré de guerra, Schuré restabeleceu a sua amizade com Wagner. Em 1873, ele conheceu o filósofo alemão Friedrich Nietzsche que, com o contato frequente, compartilhavam o seu entusiasmo por Wagner. A veneração cultista de Wagner semeou a alienação de Schuré do compositor.
Logo, Schuré começou a dedicar-se cada vez mais ao esotérico e ao oculto. A sua maior influência foi o famoso ocultista e estudioso francês Fabre d'Olivet.  Em 1884, ele conheceu a fundadora da Sociedade Teosófica Helena Petrovna Blavatsky. Ele ingressou na Sociedade Teosófica, embora lá fosse indesejado. Em 1889, ele publicou, depois de algumas pequenas obras sobre tópicos semelhantes, sua obra-prima Les Grands Initiés (Os Grandes Iniciados).
Em 1900, a atriz Marie von Sivers entrou em contato com ele, pois ela tinha a intenção de traduzir as suas obras para o alemão (Os Grandes Iniciados, O Drama Sagrado de Elêusis e Os Filhos de Lúcifer). Na Seção Alemã da Sociedade Teosófica, ele conheceu o filósofo austríaco e fundador da Antroposofia, Rudolf Steiner. Em 1906, Sivers realizou uma reunião entre Schuré e Steiner. Schuré ficou profundamente impressionado e considerou Steiner como um autêntico "iniciado" em sintonia com a sua obra Os Grandes Iniciados. Em 1906, depois de haver escutado a palestra de Steiner pela primeira vez em Paris, Schuré, em um estado de êxtase, correu para casa e escreveu de memória a totalidade da palestra. Esta primeira palestra e as outras da série (que Schuré escreveu) foram publicadas como Cosmologia esotérica. Posteriormente, Steiner e von Sivers encenaram os dramas esotéricos de Schuré nos seguintes Congressos Teosóficos em Berlim e Munique. A obra "Os Filhos de Lúcifer" serviram como precursoras dos próprios dramas esotéricos de Rudolf Steiner.
Em 1908, Schuré escreveu "Le Mystère Chrétien et les Mystères Antiques", uma tradução francesa da obra de Steiner O Cristianismo como Fato Místico e os Mistérios da Antiguidade. Com a eclosão da Primeira Guerra Mundial, a relação de Schure com Steiner e sua esposa se desgastou. Schuré contribuiu com dois propósitos secretos sobre os germânicos e Pan e saiu da Sociedade Antroposófica de Steiner. Quatro anos depois da guerra, Schuré reconsolidou sua amizade com Steiner.
Nos anos seguintes, Schuré publicou sua autobiografia.

## Significado esotérico e literário
A obra "Os Grandes Iniciados" é descrita por alguns como uma obra-prima. Nela, ele descreve o caminho supostamente seguido por alguns filósofos antigos na busca pelo conhecimento esotérico profundo, frequentemente chamado de "iniciação", enquanto descrevia o processo para se tornar um mestre místico ou curador espiritual.
Aqueles familiarizados com Rama, Hermes Trismegistus, Socrates, Jesus, Orpheus vão encontrar referências frequentes na obra de Schuré. Schuré perseguiu a noção de que um conhecimento esotérico secreto era conhecido por todos eles, que este grupo estava entre os pilares da civilização e representava os fundadores dos caminhos espiritual e filosófico do ser, bem como — embora contrário à sua mensagem — as religiões. Schuré reconheceu que o caminho para um mundo harmonioso não deveria ser encontrado em uma negação fanática do calor encontrado pelas outras civilização através dos seus próprios sábios. Ele queria que as pessoas reconhecessem o valor da democracia nos caminhos espiritual, filosófico e religioso.
Schuré escreveu um número considerável de livros e peças. Suas peças tiveram uma fama relativa em sua época na Europa e alguns deles foram encenados por Steiner. Ele também influenciou o compositor russo Sergei Prokofiev.

## Obras (seleção)

### Obras disponíveis em inglês
- The Great Initiates, A Study of the Secret History of Religions
- The Children of Lucifer (Drama em 5 Atos)
- The Genesis of Tragedy and The Sacred Drama of Eleusis (tratado sobre teatro, incluindo uma reconstrução de um antigo drama)
- From Sphinx to Christ (Tratado sobre a História Oculta)
- Hermes to Plato
- Krishna and Orpheus
- Jesus the Last Great Initiate
- The Priestess of Isis (Romance)
- Woman the Inspirer (Palestra/Tratado)
- Ricardo Wagner - His Work and Ideas
- History of Music Drama

### Edições originais
- Histoire du Lied ou la chanson populaire en Allemagne, 1868
- Le drame musical. Richard Wagner, son œuvre et son idée, 2 volumes, 1875
- Les Grands Initiés. Esquisse de l'histoire secrète des religions, 1889
- Le drame sacré d'Eleusis, 1890
- Sanctuaries d'Orient, Paris 1898
- Les grandes légendes de France, Paris, 1893
- Les Enfants de Lucifer, 1900
- Précurseurs et revolt, Paris, 1904
- La Prêtresse d'Isis (Légende de Pompeii), 1907
- Femmes et inspiratrices poètes annonciateurs, Paris, 1908
- L'évolution du sphinx au divine Christ, 1912
- Les prophète de la renaissance, 1920
- Celtique L'âme et le génie de la France à travers les Ages, Paris 1920
- Merlin l'enchanteur, Paris, 1921
- Le rêve d'une vie. Confession d'un poète (autobiography), 1928